# ناحیه الین، شهرستان نابل، ایندیانا
شهرستان الین، بخش نابل، ایندیانا (به انگلیسی: Allen Township, Noble County, Indiana) یک منطقهٔ مسکونی در ایالات متحده آمریکا است که در ایندیانا واقع شده‌است.

## خصوصیات
شهرستان الین ۷٬۱۳۴ نفر جمعیت دارد و ۲۹۸ متر بالاتر از سطح دریا واقع شده‌است.